# Йоганн Рудольф Шелленберґ

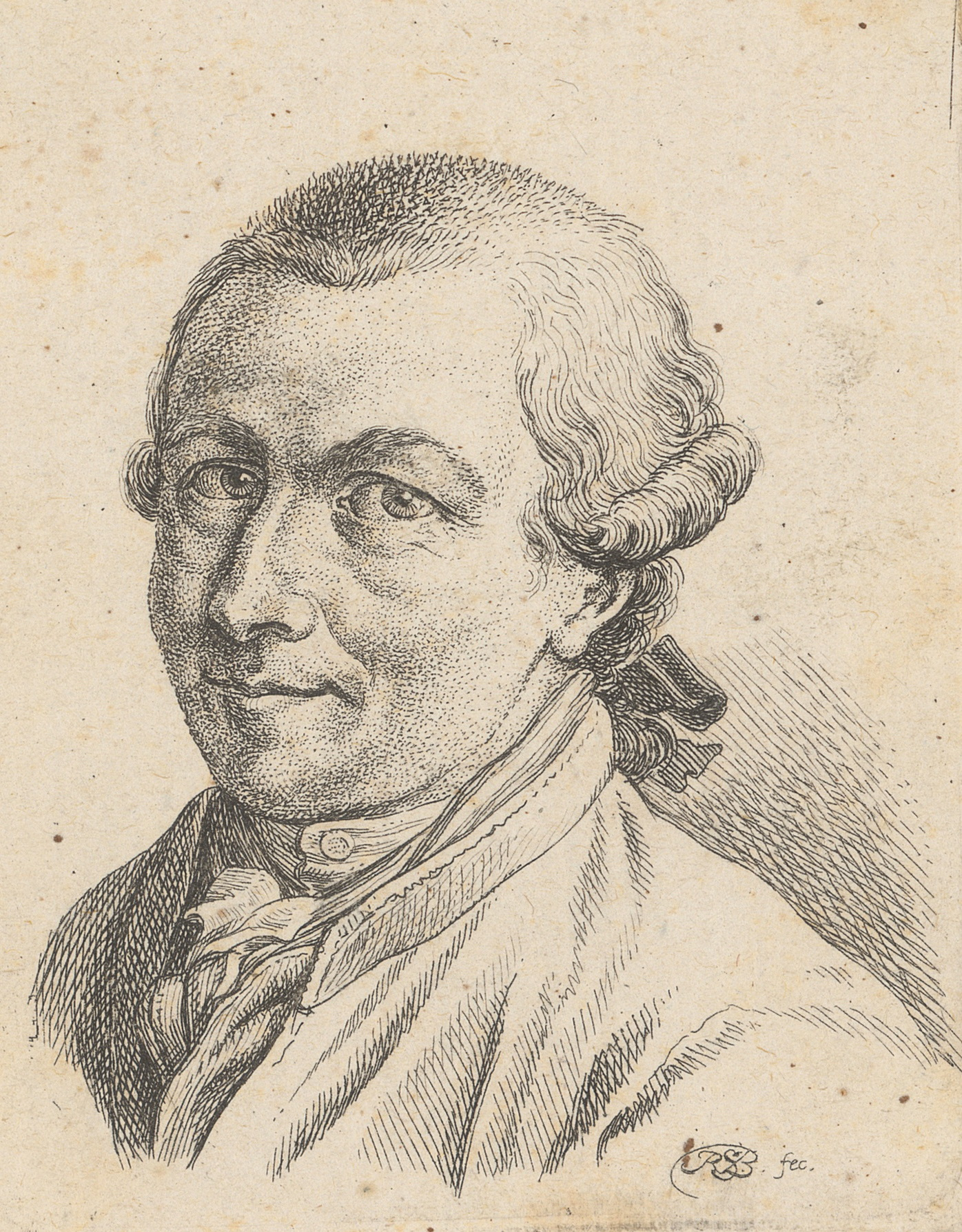
Йоганн Рудольф Шелленберґ: Автопортрет (офорт, близько 1780)

Йоганн Рудольф Шелленберґ (нім. Johann Rudolf Schellenberg; 4 січня 1740, Базель – 8 червня 1806, Тесс, район міста Вінтертур) — швейцарський митець, письменник і ентомолог, найбільше відомий своїми ілюстраціями комах.
Протягом своєї кар'єри він проілюстрував видання Йоганна Генріха Зульцера, Йоганнеса Ґесснера, Йоганна Каспара Лаватера та Йоганна Каспара Фюсслі . Низка ентомологічних робіт, проілюстрованих Шелленберґом — це:
- Die Kennzeichen der Insekten, nach Anleitung des Königl. Schwed. Ritters und Leibarzts Karl Linnaeus. Йоганна Генріха Зульцера, з передмовою Йоганнеса Ґесснера, видана у Цюріху в 1761 році.
- Genera Insectorum Linnaei et Fabricii iconibus illustrata Йоганна Якоба Рьомера, опублікована видавництвом Steiner у Вінтертурі в 1789 році.
- Його власний Genres des mouches Diptères représentés en XLII planches projettées et dessinées et expliquées par deux amateurs de l'entomologie, опублікована в Цюріху в 1803 році. Ця робота має 42 великі зображення[2].

Муніципальна бібліотека Вінтертура має близько 4000 його акварелей комах.

## Галерея зображень

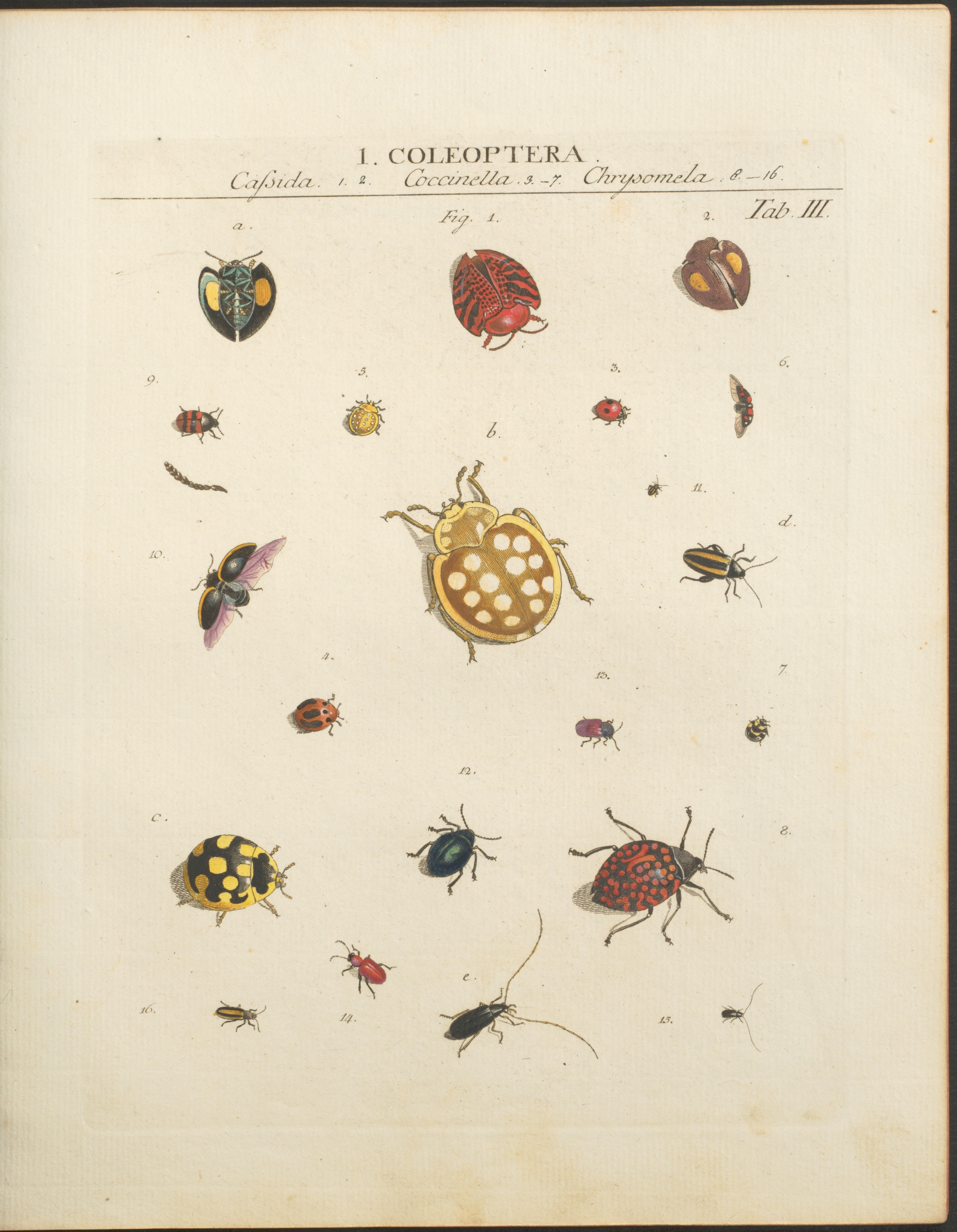
Рис. III, Coleoptera
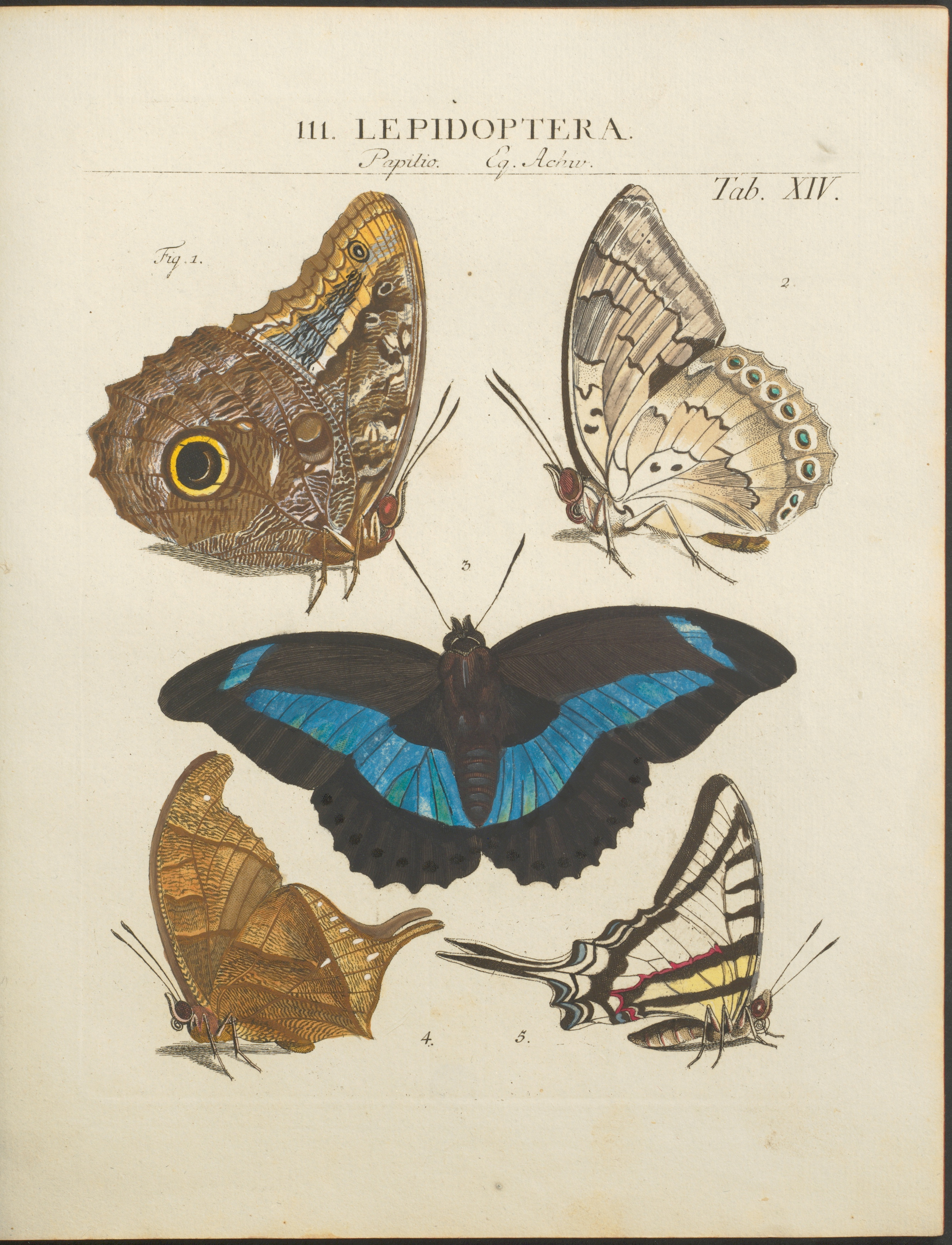
Рис. XIV, Lepidoptera
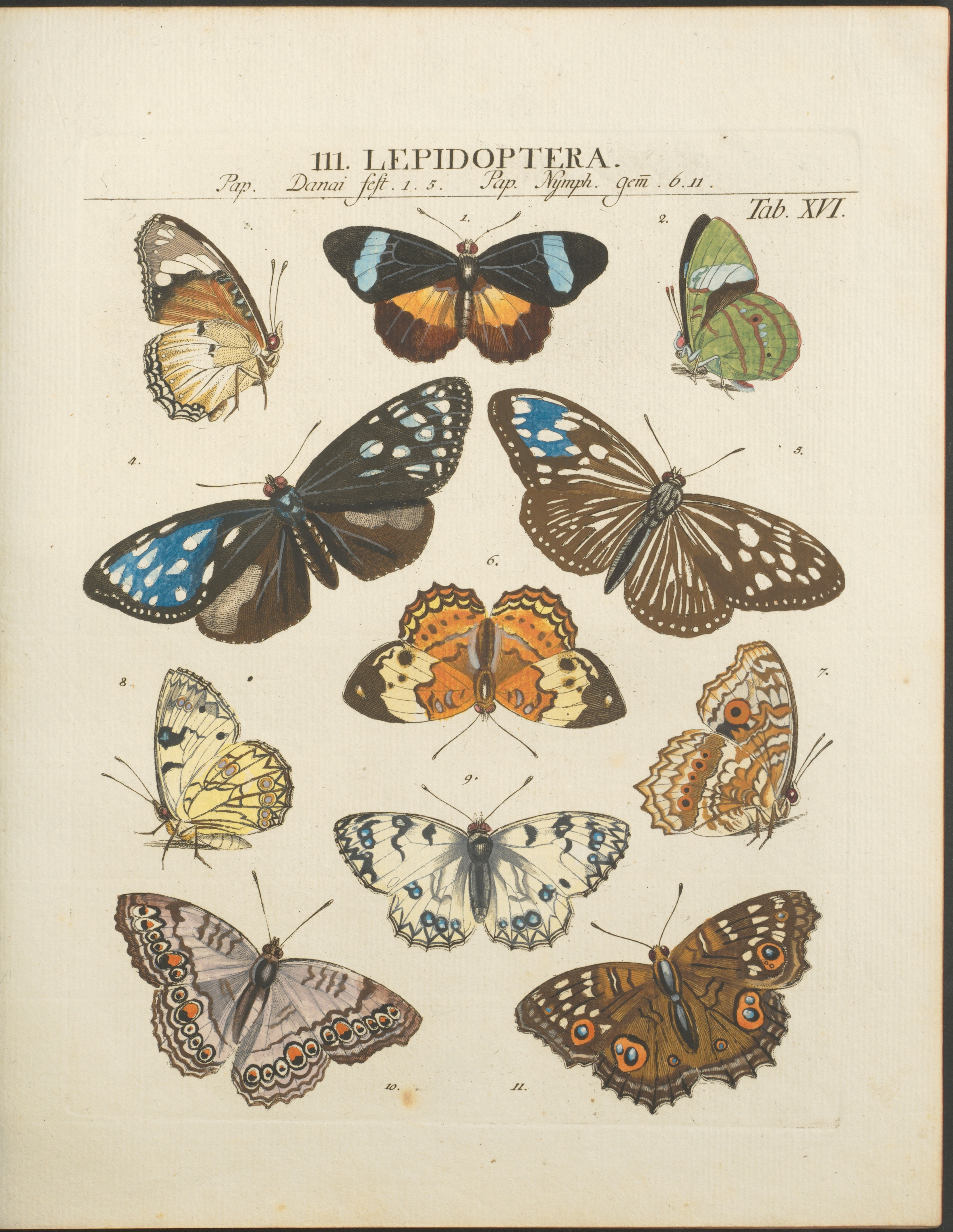
Рис. XVI
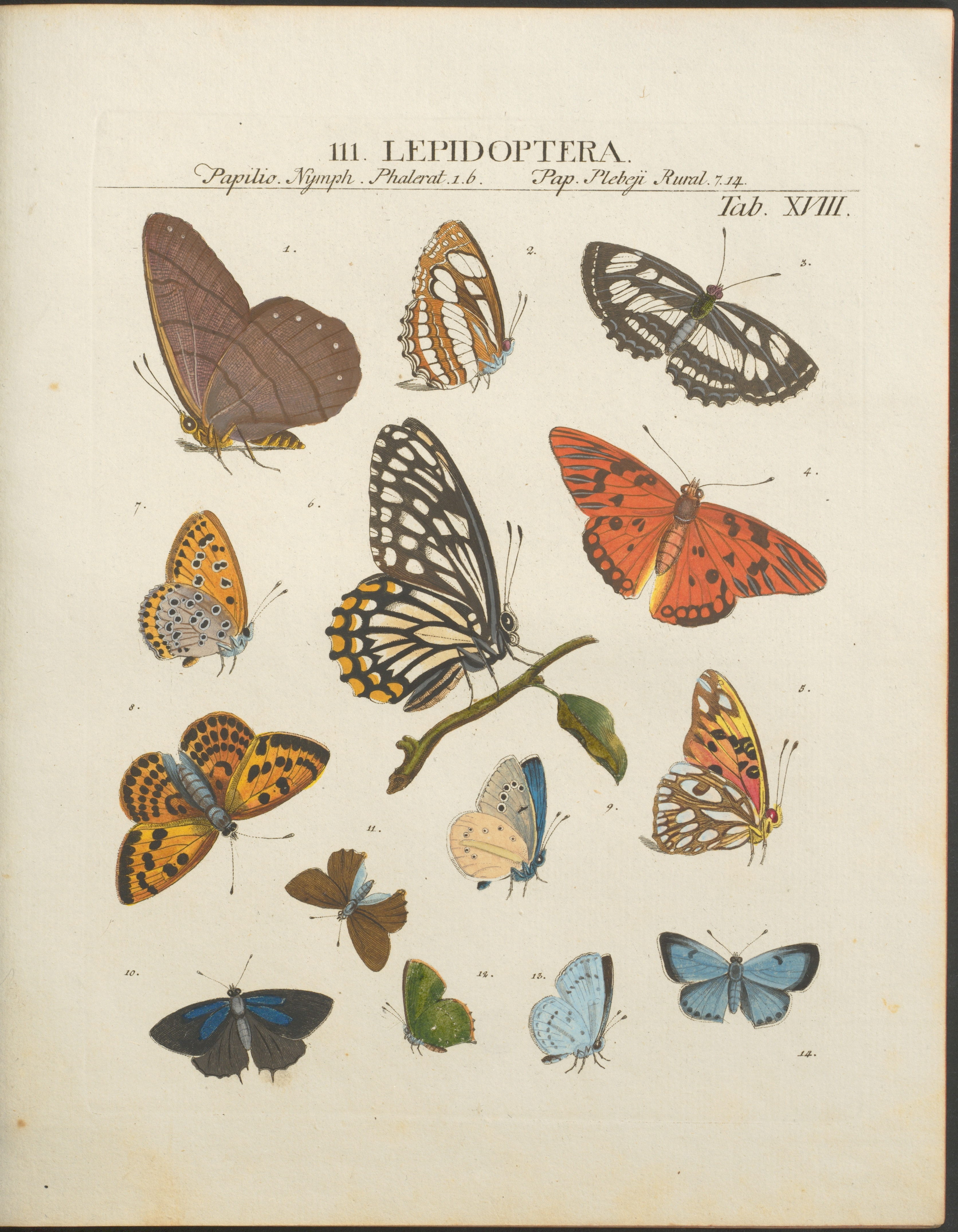
Рис. XVIII

## Зовнішні посилання
- Йоганн Рудольф Шелленберґ німецькою, французькою та італійською //  Історичний словник Швейцарії.